# Super Bowl XLVIII
Super Bowl XLVIII je bio završna utakmica 94. po redu sezone nacionalne lige američkog nogometa. U njoj su se sastali pobjednici AFC konferencije Denver Broncosi i pobjednici NFC konferencije Seattle Seahawksi. Pobijedili su Seahawksi rezultatom 43:8, kojima je to bio prvi osvojeni naslov.
Utakmica je odigrana na MetLife Stadiumu u East Rutherfordu u New Jerseyu, kojem je to bilo prvo domaćinstvo utakmice Super Bowla.

## Tijek utakmice
| Četvrtina | Vrijeme | Momčad | Informacija o promjeni rezultata                                                               | Rezultat | Rezultat |
| Četvrtina | Vrijeme | Momčad | Informacija o promjeni rezultata                                                               | Broncos  | Seahawks |
| --------- | ------- | ------ | ---------------------------------------------------------------------------------------------- | -------- | -------- |
| 1         | 14:48   | SEA    | safety nakon fumblea                                                                           | 0        | 2        |
| 1         | 10:21   | SEA    | field goal (Hauschka)                                                                          | 0        | 5        |
| 1         | 2:16    | SEA    | field goal (Hauschka)                                                                          | 0        | 8        |
| 2         | 12:00   | SEA    | touchdown probijanjem (Lynch), uspješan pokušaj za dodatni poen (Hauschka)                     | 0        | 15       |
| 2         | 3:21    | SEA    | touchdown nakon osvojene lopte (Smith), uspješan pokušaj za dodatni poen (Hauschka)            | 0        | 22       |
| 3         | 14:48   | SEA    | touchdown nakon vraćanja početnog udarca (Harvin), uspješan pokušaj za dodatni poen (Hauschka) | 0        | 29       |
| 3         | 2:58    | SEA    | touchdown dodavanjem (Wilson-Kearse), uspješan pokušaj za dodatni poen (Hauschka)              | 0        | 36       |
| 3         | 0:00    | DEN    | touchdown dodavanjem (Manning-Thomas), uspješan pokušaj za dva dodatna poena (Manning-Welker)  | 8        | 36       |
| 4         | 11:45   | SEA    | touchdown dodavanjem (Wilson-Baldwin), uspješan pokušaj za dodatni poen (Hauschka)             | 8        | 43       |

## Statistika utakmice

### Statistika po momčadima
| Statistika                                                      | Denver Broncos | Seattle Seahawks |
| --------------------------------------------------------------- | -------------- | ---------------- |
| Prvih pokušaja                                                  | 18             | 17               |
| Ukupno osvojenih jardi                                          | 306            | 341              |
| Broj napada probijanjem                                         | 14             | 29               |
| Ukupno jardi osvojenih probijanjem                              | 27             | 135              |
| Broj napada s kompletiranim dodavanjem/ukupno napada dodavanjem | 34/49          | 18/26            |
| Ukupno jardi osvojenih dodavanjem                               | 279            | 206              |
| Izgubljenih lopti                                               | 4              | 0                |
| Prekršaji (izgubljenih jardi)                                   | 5 (44)         | 10 (104)         |
| Vrijeme posjeda lopte (min:s)                                   | 28:07          | 31:53            |

### Statistika po igračima

#### Najviše jardi dodavanja
| Quarterback          | Dodavanja* | Yds** | TD*** | Int**** |
| -------------------- | ---------- | ----- | ----- | ------- |
| Peyton Manning (DEN) | 34/49      | 280   | 1     | 2       |
| Russell Wilson (SEA) | 18/25      | 206   | 2     | 0       |

#### Najviše jardi probijanja
| Igrač                 | Pokušaja* | Yds** | TD*** |
| --------------------- | --------- | ----- | ----- |
| Knowshon Moreno (DEN) | 5         | 17    | 0     |
| Percy Harvin (SEA)    | 2         | 45    | 0     |

#### Najviše uhvaćenih jardi dodavanja
| Igrač                  | Dodavanja* | Yds** | TD*** |
| ---------------------- | ---------- | ----- | ----- |
| Demaryius Thomas (DEN) | 13/18      | 118   | 1     |
| Doug Baldwin (SEA)     | 5/5        | 66    | 1     |

Napomena: * - broj kompletiranih dodavanja/ukupno dodavanja, ** - ukupno jardi dodavanja, *** - broj touchdownova (polaganja), **** - broj izgubljenih lopti